# هيرمان تي. كوستيلو
هيرمان تي. كوستيلو هو سياسي أمريكي، ولد في 27 أكتوبر 1920 في بورلينغتون في الولايات المتحدة، وتوفي بنفس المكان في 11 يونيو 2017. نشط حزبياً في الحزب الديمقراطي. وقد انتخب عضو جمعية نيوجيرسي العامة ‏.